# Llama M-82
La Llama M-82 es una pistola semiautomática fabricada por la firma española Llama - Gabilondo y Cía. S.A. Fue desarrollada en 1976 y adoptada en 1978. Es una de las pistolas reglamentarias de las Fuerzas Armadas Españolas. Será sustituida por las pistolas HK USP y FNP 9 para las fuerzas armadas y policía nacional excepto infantería de marina, que usara la FNP de características similares pero más ligeras, ergonómicas y resistentes.

### Listas relacionadas
- Anexo:Materiales históricos del Ejército de Tierra de España desde la posguerra
- Anexo:Materiales de la Infantería de Marina Española